# Cerapoda epiphleps
Cerapoda epiphleps är en fjärilsart som beskrevs av Turati och Krüger 1936. Cerapoda epiphleps ingår i släktet Cerapoda och familjen nattflyn. Inga underarter finns listade i Catalogue of Life.